# Уолтър Хюстън
Уолтър Хюстън (на английски: Walter Huston) е канадско-американски филмов и театрален актьор, роден през 1883 година, починал през 1950 година.

## Биография
Хюстън е сред популярните типажни актьори от първите десетилетия на озвученото кино през 1930-те и 1940-те. Той е родоначалник на прославена филмова фамилия. Синът му Джон Хюстън ще се превърне в един от най-славните режисьори на Холивуд, а неговата дъщеря (внучка на Уолтър), Анжелика Хюстън продължава достойното представяне на рода̀ до наши дни. Точно под режисурата на сина си Уолтър Хюстън печели награди „Златен глобус за най-добър поддържащ актьор“ и „Оскар“ за най-добра поддържаща мъжка роля за изпълнението си във филма „Съкровището на Сиера Мадре“ (1948). През кариерата си той получава още три номинации за награди на филмовата академия на САЩ, съответно за главните си роли във филмите „Додсуорт“ (1936) на Уилям Уайлър и „Всичко, което парите могат да купят“ (1941), както и за поддържаща роля в мюзикъла „Янки Дудъл Денди“ (1942) на режисьора Майкъл Къртис.
За приноса си към игралното кино Уолтър Хюстън получава своя звезда на алеята на славата в Холивуд, поставена през 1960 година на бул. „Холивуд“ № 6624.

## Избрана филмография
| година | филм                                | оригинално заглавие              | роля             | режисьор       | бележки                        |
| ------ | ----------------------------------- | -------------------------------- | ---------------- | -------------- | ------------------------------ |
| 1929   | Вирджинецът                         | The Virginian                    | Трампас          | Виктор Флеминг |                                |
| 1932   | Американска лудост                  | American Madness                 | Томас А. Диксън  | Франк Капра    |                                |
| 1932   | Дъжд                                | Rain                             | Алфред Дейвидсън | Луис Майлстон  |                                |
| 1936   | Додсуорт                            | Dodsworth                        | Сам Додсуорт     | Уилям Уайлър   | номинация за „Оскар“           |
| 1941   | Малтийският сокол                   | The Maltese Falcon               | капитан Якоби    | Джон Хюстън    |                                |
| 1941   | Всичко, което парите могат да купят | All That Money Can Buy           | господин Скрач   | Уилям Дитърле  | номинация за „Оскар“           |
| 1942   | Янки Дудъл Денди                    | Yankee Doodle Dandy              | Джери Коен       | Майкъл Къртис  | номинация за „Оскар“           |
| 1948   | Съкровището на Сиера Мадре          | The Treasure of the Sierra Madre | Хауърд           | Джон Хюстън    | награда „Оскар“, Златен глобус |